# نيوبورت نايت هوك
نيوبورت نايت هوك (بالإنجليزية: Nieuport Nighthawk)‏ هي طائرة مقاتلة كانت تستخدم بشكل أساسي من قبل سلاح الجو الملكي. كان أول طيران لها في 1919. دخلت الخدمة في 1923، انتهت خدمتها في 1938.

## المستخدمون
- سلاح الجو الملكي
- اليونان